# Dominic Foos
Dominic Foos (1997) is een Duitse amateur golfer. Hij is lid van de golfclub in St. Leon-Rot, net als Moritz Lampert.
Dominic speelt sinds 2011 in het nationale team.
In 2012 won hij het NK Matchplay als jongste winnaar ooit en was in mei  de beste U15-speler van de wereld, en speelde in de Junior Ryder Cup.  Bij het German International U21 verbeterde hij het baanrecord met een score van -8, waarna hij het toernooi won met -14. Eind 2012 speelde hij twee toernooien van de Europese Tour in Zuid-Afrika. Bij het Nelson Mandela Kampioenschap maakte hij rondes van 64 en 65, waarmee hij op de T39 plaats eindigde. Bij het Alfred Dunhill Kampioenschap miste hij de cut. 

Eind 2012 ontving hij de Audi Generation Award als eerste golfer ooit.
In maart 2013 was hij als 15-jarige Dominic de jongste winnaar van het French International U21. In juni verdedigde hij met succes op zijn thuisbaan zijn titel German International, wederom met een verbetering van het baanrecord. Zijn handicap werd daarna +6,4. In september kreeg de 16-jarige amateur een wildcard voor het KLM Open.
In 2012 en 2013 won Dominic 14 toernooien. 

## Gewonnen
- German Junior Championship
- 2012: NK Matchplay, NK Strokeplay (Junioren), German International U21 (-14)
- 2013: German International U21 (-19), French International U21 (Carlhian Trophy)

### Teams
- Jacques Leglise Trophy: 2012 (winnaars)
- Junior Ryder Cup: 2012
- Bonallack Trophy: 2014